# Bayburt (tỉnh)
Tỉnh Bayburt là một tỉnh ở đông bắc Thổ Nhĩ Kỳ với tỉnh lỵ là Bayburt. Dân số tỉnh này là 85.455 người và diện tích là 3.652 km².

## Các quận, huyện
Bayburt được chia thành3 đơn vị cấp huyện (tỉnh lỵ được bôi đậm):
- Aydıntepe
- Bayburt
- Demirözü